# 微型黑洞
微型黑洞，又稱作量子黑洞（quantum mechanical black holes）或者迷你黑洞，是很小的黑洞。被稱作量子力學黑洞是因為在這個尺度之下，量子力學的效應扮演了非常重要的角色。
有可能這些量子層級的原生黑洞是在早期的宇宙（或者大爆炸時期）裡面高密度的環境，或者是在隨後的相變裡面被產生出來。透過因霍金輻射效應所預計散射出的粒子，在不遠的未來，說不定天文物理學家可以觀測到這些黑洞。
有些涉及到多次元的理論，預測存在一些微型黑洞的質量可以小到電子伏特的範圍，這種程度的能量可以在像是LHC（大型強子對撞機，Large Hadron Collider）這種粒子對撞機裡面產生出來。因此有一些大眾擔心這會導致世界末日（參見大型强子对撞机粒子对撞实验的安全性）。然而，這種量子黑洞會很快的蒸發（evaporate）掉，僅僅留下很小的交互作用或者全部消失。而且除了這些理論之外，我們注意到射向地球的宇宙射線並沒有對地球產生任何傷害，即使這些宇宙線的質心帶有的能量也高達了數百TeV 。

## 黑洞的最小質量
原則上，黑洞的質量可以是高過普朗克質量的任何質量。
要製造一個黑洞，我們必須要集中質量或能量到逃脫速率超過光速的程度。這個狀況給出了史瓦西半徑公式，{\displaystyle R=2GM/c^{2}}，這裡G是牛頓常數，c是光速，M是黑洞的質量。另外，康普頓波長（{\displaystyle \scriptstyle {\lambda \;=\;\hbar /Mc}}，這裡{\displaystyle \scriptstyle {\hbar }}是普朗克常数）代表了質量M在靜止時可以被定位的最小範圍。對足夠小的M，縮小後的康普頓波長超過了史瓦西半徑的一半，而這樣則無法存在有關此黑洞的描述（因為無法被定位）。因此可以推斷出，最小的黑洞質量大約是普朗克質量。
一些現在物理的延伸斷定了更高維度空間的存在。在更高維度的時空，重力的強度在距離縮短時，增加的幅度會比起三維空間要高。在某些特定處理多維的理論下，這個效應會將普朗克尺度降低到TeV左右的範圍。這類物理延伸理論的範例包含了大額外維度，藍道爾–桑壯模型（Randall-Sundrum）內的特例，以及弦理論的一些處理像是GKP解法。在這些假說之下，微型黑洞的產生有可能是在大型強子對撞機內就可以觀測到的重要現象。並且也很可能會是宇宙射線就常常引發的一種自然現象。